# ۲ جمادی‌الثانی
۲ جمادی‌الثانی، دومین روز از ماه جمادی‌الثانی در تقویم هجری قمری است.
در تقویم هجری قمری قراردادی این روز صد و پنجاهمین روز سال است.

## زادگان
- ۸۱۷ (قمری) - جامی
- ۱۳۰۰ (قمری) - محمد نادر شاه
- ۱۴۰۵ (قمری) - عامر بوعزه

## درگذشتگان
- ۱۴۱۶ (قمری) - فتحی شقاقی